# Gary Harris

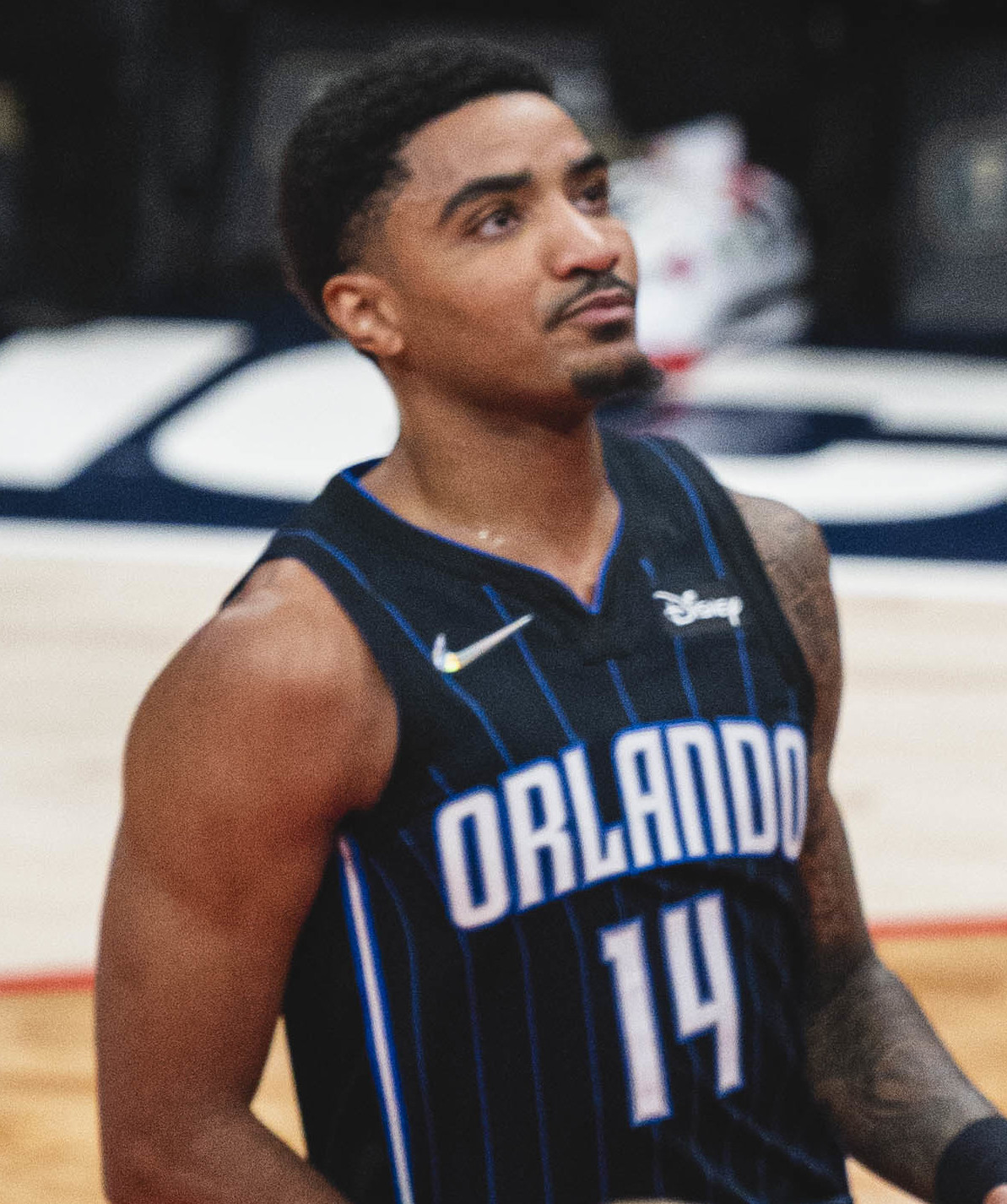
Gary Harris, 2022.

Gary Harris, född 14 september 1994 i Fishers i Indiana, är en amerikansk professionell basketspelare (SG) som spelar för Orlando Magic i National Basketball Association (NBA). Han har tidigare spelat för Denver Nuggets.
Harris draftades av Chicago Bulls i första rundan i 2014 års draft som 19:e spelare totalt.
Innan han blev proffs studerade Harris vid Michigan State University och spelade för universitetets idrottsförening Michigan State Spartans.